# أرقة
الأرقة أو المن (الاسم العلمي Aphis)، هي حشرات رهيفة صغيرة الحجم تنتمي إلى رتبة متجانسات الأجنحة، إلى الفصيلة العليا الأرقانيات التي تضم الكثير من الفصائل وأهمها الأرقيات.

## الوصف
وهي حشرات ضارة تتطفل على كثير من النباتات، طولها أقل من 3 مم، جسمها بيضاوي الشكل، لها قرون استشعار طويلة، تتألف غالبًا من 3-4 عقل، أرجلها رفيعة، تنتهي كل منها برسغ مكون من عقلتين، البطن مدبب النهاية، وغالبًا ما يحمل من الناحية الظهرية زائدتين إصبعي الشكل تفرزان مواد طاردة للأعداء، وهاتان الزائدتان قصيرتان جدًا وغير موجودتين لدى بعض الأنواع، ويختلف لون الأرقانيات باختلاف الأنواع، ويغلب عليها، على العموم، اللون أسود والأصفر والأخضر، كما يغطي جسم بعض أنواعها إفرازات شمعية بيضاء، وقد يكون لأفراد النوع الواحد أشكال مختلفة، أجنحة الأرقانيات موجودة أو غير موجودة، إذ ترا أفراد مجنحة في مواسم معينة من السنة واخرى غير مجنحة، وذلك بحسب درجات الحرارة والرطوبة والغذاء.
تعيش هذه الحشرات على النباتات بشكل مستعمرات كثيفة، وخاصة على الأوراق والأجزاء الفتية من النبات بوجه عام، إذ تمتص نسغ النبات بأجزاء فمها الثاقبة الماصة، مما يؤدي إلى تجعد الأوراق وضعف النبات، ويسبب كثير من أنواعها أورامًا وانتفاخات مختلفة الأشكال على أوراق النباتات وأفرعها وجذورها، كما ينقل بعضها الفيروسات المسببة لأمراض النبات، مثل موازييك البقوليات والشوندر السكري وغيرها، والقليل من الأمراض الفطرية.
وتطرح الأرقانيات ما يفيض عن حاجتها مما تمتص من نسغ النبات، وهو ما يسمى النُّدُوَّة العسلية أو المِغْثِر، وهي مادة غنية بالسكريات، تجذب الكثير من الحشرات كانمل وغيره، كما تساعد على نمو الفطر الأسود الذي يسبب ظاهرة الاسوداد (السُخام) الذي مع ما يعلق به من أتربه، يعطل الفعاليات الفيزيولوجية للنبات، كما يمكن للندوة العسلية أن تعيق تلقيح النباتات وخاصة النجيليات.

## صور لبعض الأنواع

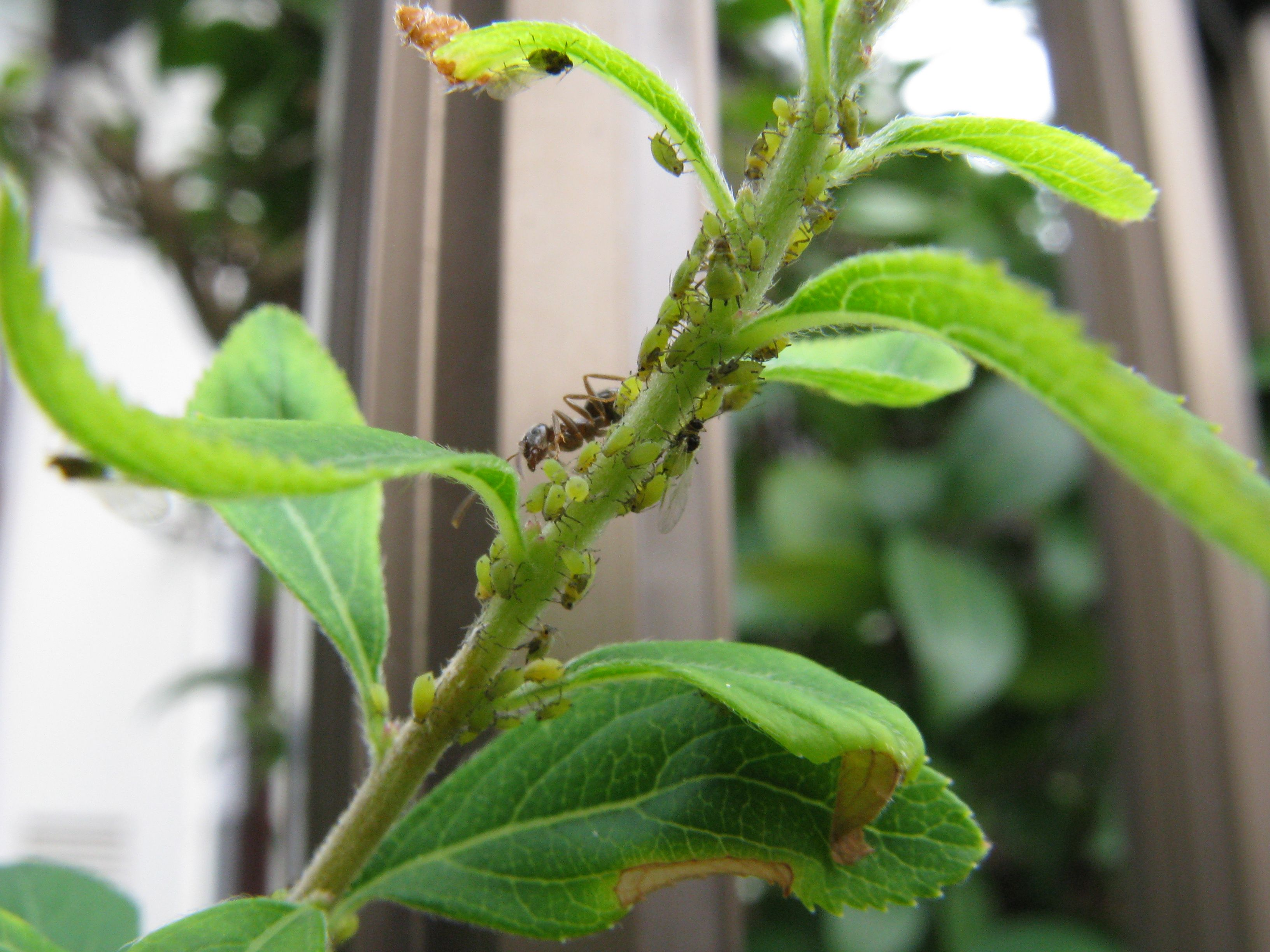
Aphis citricola
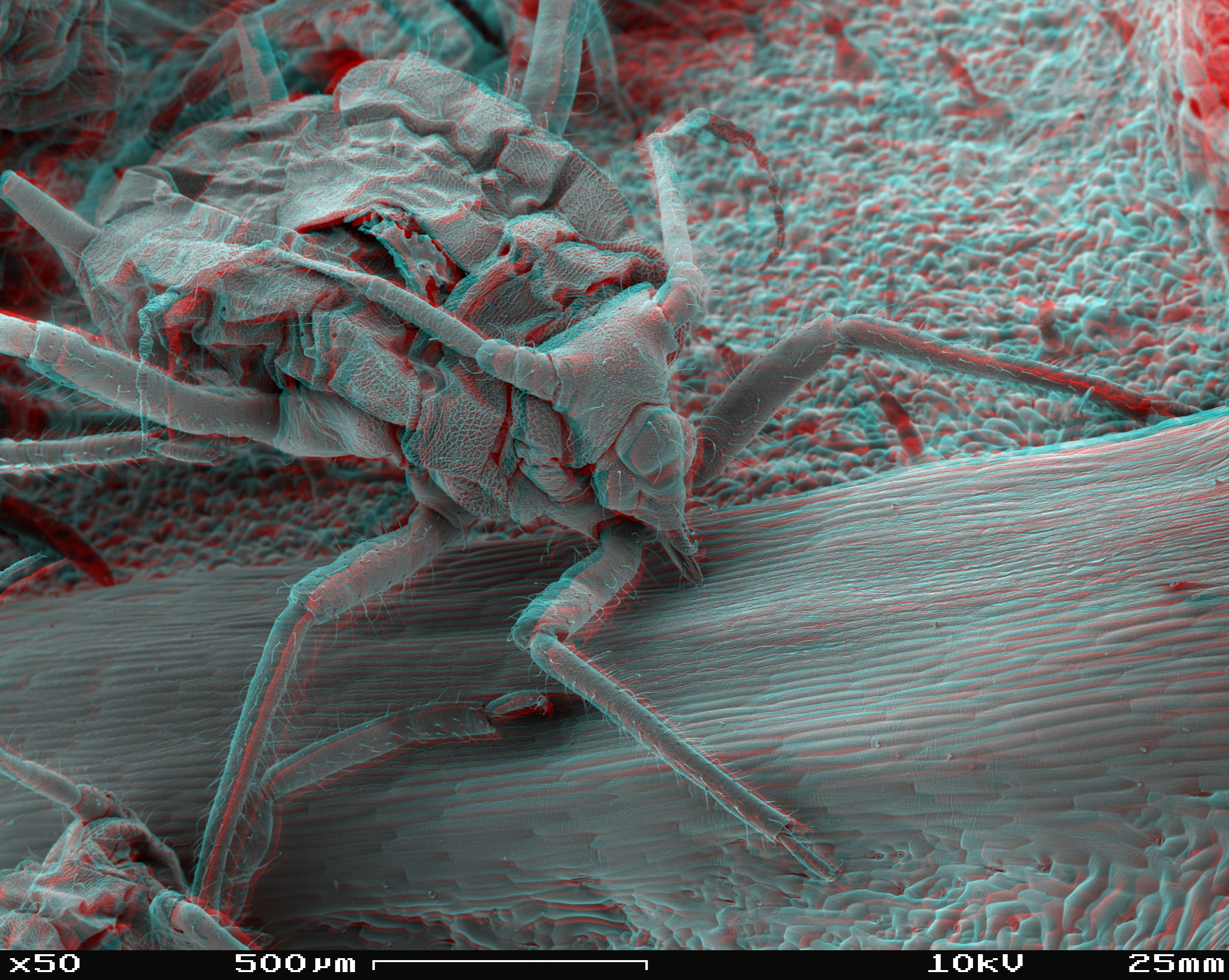
أرق الفول الأسود
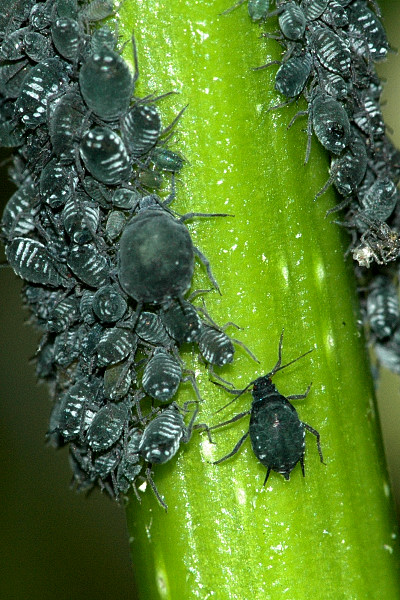
Aphis sambuci
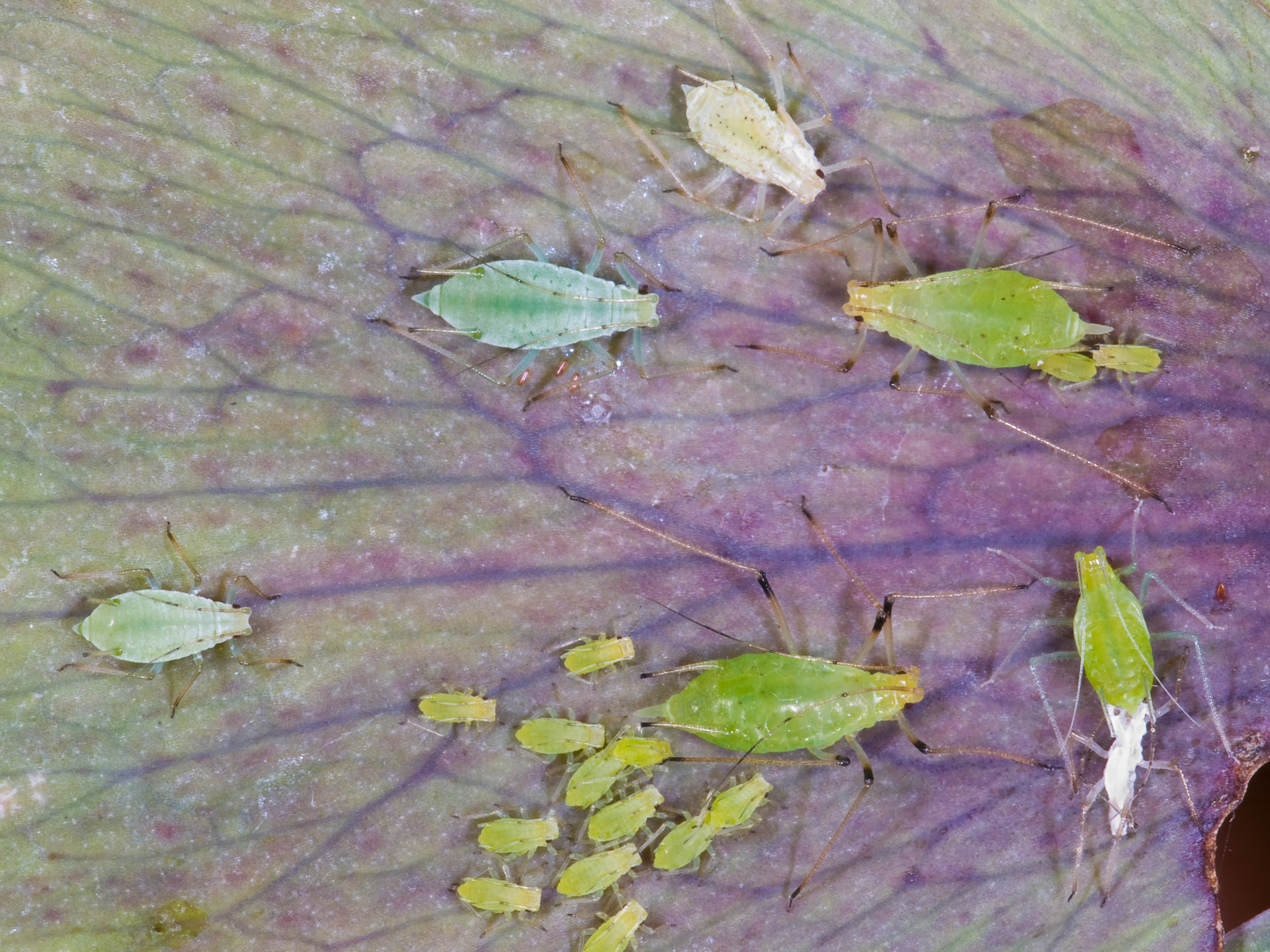
Aphis sp. on خربق أسود
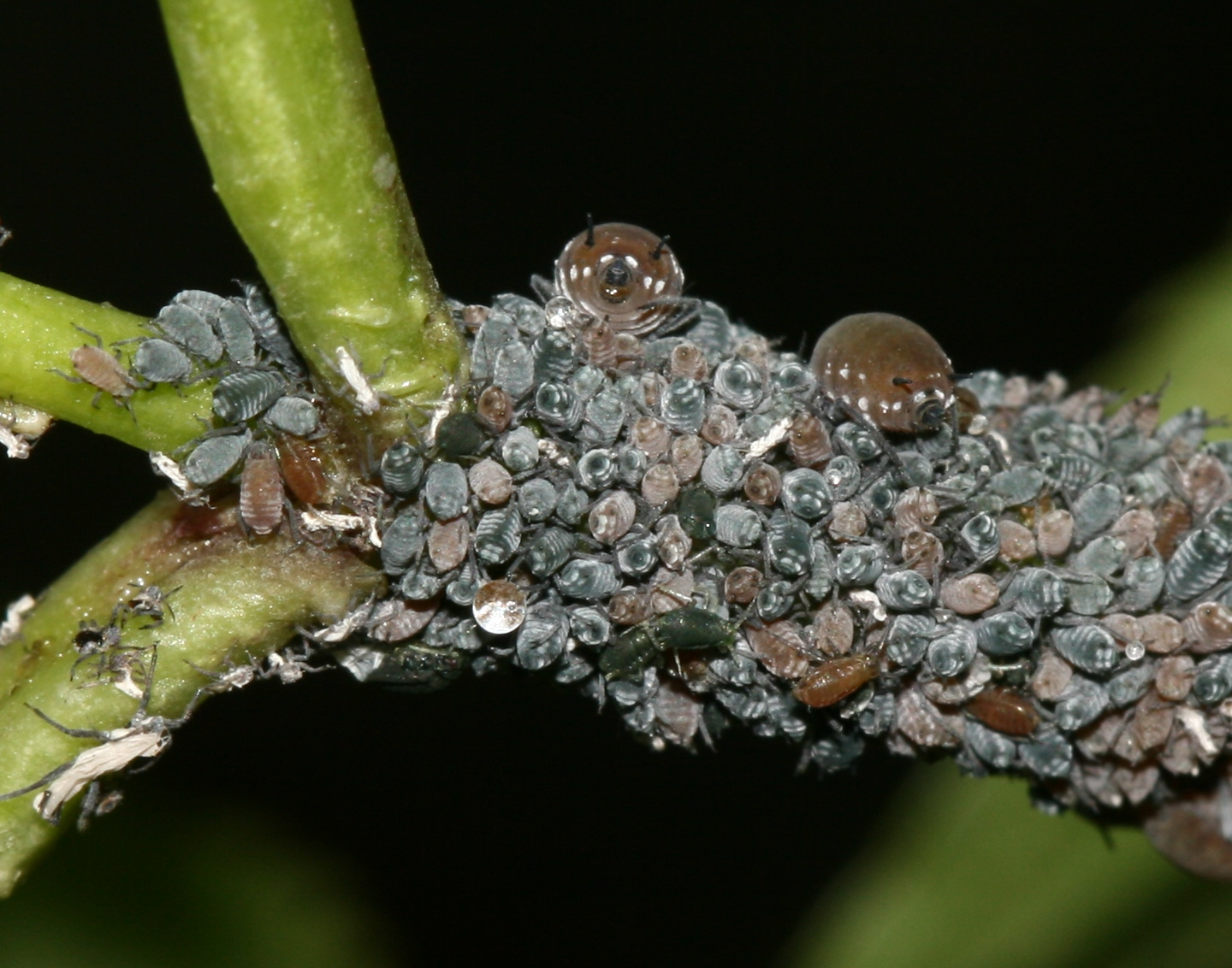
Aphis sambuci

## الروابط الخارجية
- Key to Aphis of the midwestern US